# Llista de premis de Weezer

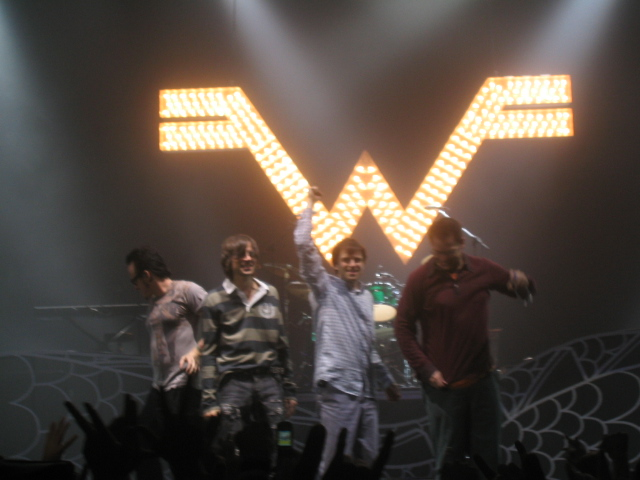
Weezer en concert a Portland (2005).

Llista dels premis i nominacions rebuts per Weezer, grup de música de Los Angeles que continua en actiu des de 1992. La banda està formada actualment per Rivers Cuomo, Brian Bell, Scott Shriner, Patrick Wilson. Amb gairebé vint anys de trajectòria, han publicat nou àlbums d'estudi més altres discs complementaris.

## Resum
| Premi                   | Guanyats | Nominacions |
| ----------------------- | -------- | ----------- |
| Grammy Awards           | 1        | 4           |
| MTV Europe Music Awards | 0        | 3           |
| MTV Video Music Awards  | 5        | 8           |

## Grammy Awards
| Any  | Categoria                   | Treball          | Resultat  |
| ---- | --------------------------- | ---------------- | --------- |
| 2006 | Best Rock Song              | "Beverly Hills"  | Nominat   |
| 2009 | Best Short Form Music Video | "Pork and Beans" | Guanyador |
| 2017 | Best Rock Album             | Weezer           | Nominat   |
| 2019 | Best Rock Album             | Pacific Daydream | Nominat   |

## MTV Europe Music Awards
| Any  | Categoria    | Treball                                    | Resultat |
| ---- | ------------ | ------------------------------------------ | -------- |
| 1995 | Best New Act | Weezer                                     | Nominat  |
| 1995 | Best Video   | "Buddy Holly" (director: Spike Jonze)      | Nominat  |
| 2008 | Video Star   | "Pork and Beans" (director: Mathew Cullen) | Nominat  |

## MTV Video Music Awards
| Any  | Premi                  | Treball          | Resultat  |
| ---- | ---------------------- | ---------------- | --------- |
| 1995 | Best Alternative Video | "Buddy Holly"    | Guanyador |
| 1995 | Breakthrough Video     | "Buddy Holly"    | Guanyador |
| 1995 | Best Direction         | "Buddy Holly"    | Guanyador |
| 1995 | Best Editing           | "Buddy Holly"    | Guanyador |
| 1995 | Video of the Year      | "Buddy Holly"    | Nominat   |
| 2001 | Best Rock Video        | "Hash Pipe"      | Nominat   |
| 2005 | Best Rock Video        | "Beverly Hills"  | Nominat   |
| 2008 | Best Editing           | "Pork and Beans" | Guanyador |